# Триндюк, Дмитрий Юрьевич
Дмитрий Юрьевич Триндюк (бел. Дзмітрый Юр'евіч Трындзюк; родился 9 июня 1982, Белорусская ССР, СССР) — белорусский футболист, полузащитник.

## Карьера
Начинал заниматься футболом в РУОРе с 8 класса. Затем попал в структуру минского «Динамо», где выступал в дублирующем составе. За главную команду так и не дебютировал, лишь единожды попав в заявку клуба на матч, где футболист пробыл на скамейке запасных. В 2003 году перешёл в «Сморгонь». В период тренерства Георгия Кондратьева карьера игрока в сморгонском клубе была самой успешной. Вместе с клубом вышел в Высшую Лигу, где смогли закрепиться на пару лет. Затем на тренерский мостик клуба пришёл Александр Лисовский, который решил не брать игрока на сезон 2009 года. За 6 лет в клубе в чемпионатах провёл 130 матчей, в которых отличился 6 голами.
В 2009 году выступал в несвижском «Верасе». Стал одним из ключевых игроков клуба. Затем в 2010 году стал игроком «Руденска». Дебютировал за клуб 17 апреля 2010 года в матче против «Гомеля». Дебютный гол за клуб забил 15 мая 2010 года в матче против клуба СКВИЧ. Провёл в клубе 3 года, став одним из ключевых игроков команды. Вышел на поле в 64 матчах во всех турнирах, где отличился 3 забитыми голами. После ухода из клуба завершил профессиональную карьеру футболиста.
Летом 2013 года переехал в США.